# 1+1 Production
1+1 Production — українська виробнича компанія, головний виробничий підрозділ 1+1 Media Production медіаконгломерату 1+1 Media, утворений шляхом реструктуризації продюсерських і творчих об'єднань медіагрупи у єдину одиницю, що включає самостійні управління, які спеціалізуються на виробництві в окремих жанрових напрямках переважно серіалів та телепередач. Компанія виготовляє та адаптує контент для програмування загальнонаціональних розважальних телевізійних каналів, що входять до групи компаній 1+1 Media.
Бізнес-одиниця 1+1 Production перебуває у складі Управління перспективних розробок та публіцистики, яке очолює Акім Галімов, а також Управління виробництва художніх проєктів на чолі з Тетяною Лукеренко, і з 27 листопада 2020 року знаходиться у прямому підпорядкуванні генерального директора 1+1 Media Ярослава Пахольчука.
1+1 Production включає продакшн-підрозділ виробництва художніх проєктів 1+1 Production Fiction, продакшн-підрозділ оригінальних документальних проєктів 1+1 Production.Originals, продакшн-підрозділ створення контенту для потокових сервісів 1+1 Digital Studios, підрозділ створення та адаптації мультижанрових проєктів Big Brave Events.

## Підрозділи

### 1+1 Production Fiction
Продакшн-підрозділ 1+1 Production Fiction у складі 1+1 Production, відповідальний за виробництво художніх проєктів, що очолює Тетяна Шуліка.
| Перелік програм виробництва 1+1 Production | Перелік програм виробництва 1+1 Production | Перелік програм виробництва 1+1 Production       | Перелік програм виробництва 1+1 Production | Перелік програм виробництва 1+1 Production | Перелік програм виробництва 1+1 Production | Перелік програм виробництва 1+1 Production |
| Рік                                        | Назва                                      | Режисер                                          | Жанр                                       | Канал                                      | Мова                                       | Перша поява                                |
| ------------------------------------------ | ------------------------------------------ | ------------------------------------------------ | ------------------------------------------ | ------------------------------------------ | ------------------------------------------ | ------------------------------------------ |
| 2024                                       | Хоробрі серця                              |                                                  |                                            | 1+1 Україна                                | українська                                 | 15 березня                                 |
| 2024                                       | Під маскою пропаганди                      |                                                  | документальний                             | 2+2                                        | українська                                 | 11 березня                                 |
| 2023                                       | Одна родина. Весілля                       | Євген Чернишов                                   | трагікомедія                               | 2+2                                        | українська                                 | 27 жовтня                                  |
| 2023                                       | Закохай мене, якщо зможеш                  | Мирослав Латик                                   | детектив                                   | 1+1                                        | українська                                 | 2 жовтня                                   |
| 2022                                       | Холод                                      | Євген Чернишов                                   | кримінал                                   | 2+2                                        | українська                                 | 14 березня                                 |
| 2021                                       | ЯЖЕБАТЬ                                    | Микола Пеліхов                                   | комедія                                    | ТЕТ                                        | українська                                 | 6 грудня                                   |
| 2021                                       | Різниця у віці                             | Олексій Кирющенко                                | комедія                                    | 1+1                                        | російська                                  | 29 листопада                               |
| 2021                                       | Козирне місце                              | Тарас Ткаченко                                   | детектив                                   | 2+2                                        | російська                                  | 13 вересня                                 |
| 2020                                       | Лікар Віра                                 | Тарас Ткаченко                                   | мелодрама                                  | 1+1                                        | російська                                  | 16 березня                                 |
| 2020                                       | Подаруй мені щастя                         | Євген Баранов                                    | мелодрама                                  | 1+1                                        | російська                                  | 17 лютого                                  |
| 2019                                       | Нове життя Василини Павлівни               |                                                  | комедія                                    | ТЕТ                                        | українська                                 | 11 листопада                               |
| 2019                                       | Королі палат                               | Олексій Єсаков                                   | комедія                                    | ТЕТ                                        | російська                                  | 28 жовтня                                  |
| 2019                                       | Великі Вуйки                               | Дмитро Шмурак Митя Манифест                      | комедія                                    | 1+1                                        | українська                                 | 14 жовтня                                  |
| 2018                                       | Полюби мене такою                          | Євген Баранов                                    | мелодрама                                  | 1+1                                        | російська                                  | 16 грудня                                  |
| 2018                                       | Дві матері                                 | Євген Баранов                                    | мелодрама                                  | 1+1                                        | українська                                 | 16 жовтня                                  |
| 2018                                       | Ментівські війни. Харків                   | Валерій Рожко                                    | кримінальний детектив                      | 2+2                                        | російська                                  | 24 вересня                                 |
| 2018                                       | Шанс на кохання                            | Олександр Тіменко                                | мелодрама                                  | 1+1                                        | російська                                  | 13 травня                                  |
| 2018                                       | 100 в 1                                    |                                                  | реаліті-шоу                                | ТЕТ                                        | українська                                 | 19 березня                                 |
| 2018                                       | За три дні до кохання                      | Сергій Щербин                                    | мелодрама                                  | 1+1                                        | російська                                  | 19 лютого                                  |
| 2018                                       | Стоматолог                                 | Олександр Тіменко                                | мелодрама                                  | 2+2                                        | російська                                  | 5 лютого                                   |
| 2018                                       | Школа                                      | Ірина Литвиненко Сергій Толкушкін Сергій Уманець | драма                                      | 1+1                                        | українська                                 | 14 січня                                   |
| 2017                                       | Дівчина з персиками                        | Сергій Толкушкін                                 | мелодрама                                  | 1+1                                        | російська                                  | 25 грудня                                  |
| 2017                                       | Модель XL                                  |                                                  | реаліті-шоу                                | 1+1                                        | російська українська                       | 31 жовтня                                  |
| 2017                                       | Ментівські війни. Київ                     | Сергій Толкушкін Андрій Руденко Сергій Уманець   | кримінальний детектив                      | 2+2                                        | російська                                  | 26 вересня                                 |
| 2017                                       | Дороги дриґом                              | Максим Дельєргієв                                | комедія                                    | 1+1                                        | російська українська                       | 4 вересня                                  |
| 2017                                       | Хороший хлопець                            | Євгеній Баранов                                  | мелодрама                                  | 1+1                                        | російська                                  | 27 березня                                 |
| 2017                                       | ЛавЛавCar                                  |                                                  | реаліті-шоу                                | ТЕТ                                        | російська українська                       | 13 лютого                                  |
| 2016                                       | Папараці                                   | Вікторія Кругла                                  | мелодрама                                  | 1+1                                        | російська                                  | 12 грудня                                  |
| 2016                                       | Село на мільйон                            | Бата Недич                                       | комедія                                    | 1+1                                        | російська українська                       | 28 листопада                               |
| 2016                                       | Інспектор. Міста                           | Андрій Косинський                                | реаліті-шоу                                | 1+1                                        | українська                                 | 1 листопада                                |
| 2016                                       | Кандидат                                   | Павло Потатуєв                                   | комедія                                    | 1+1                                        | російська                                  | 24 жовтня                                  |
| 2016                                       | Століття Якова                             | Бата Недич                                       | історична драма                            | 1+1                                        | українська                                 | 30 вересня                                 |
| 2016                                       | Біженка                                    | Вікторія Мельникова                              | мелодрама                                  | 1+1                                        | російська                                  | 25 вересня                                 |
| 2016                                       | Випадкових зустрічей не буває              | Вікторія Мельникова                              | мелодрама                                  | 1+1                                        | російська                                  | 19 вересня                                 |
| 2016                                       | Гроза над Тихоріччям                       | Бата Недич                                       | мелодрама                                  | 1+1                                        | російська                                  | 11 вересня                                 |
| 2016                                       | Центральна лікарня                         | Віра Яковенко                                    | мелодрама                                  | 1+1                                        | російська                                  | 4 липня                                    |
| 2016                                       | Хазяйка                                    | Бата Недич                                       | мелодрама                                  | 1+1                                        | російська                                  | 1 лютого                                   |
| 2015                                       | Всеодно ти будеш мій                       | Одександр Тіменко                                | мелодрама                                  | 1+1                                        | російська                                  | 6 грудня                                   |
| 2015                                       | Клініка                                    | Віра Яковенко                                    | мелодрама                                  | 1+1                                        | російська                                  | 19 жовтня                                  |
| 2015                                       | Маленькі гіганти                           |                                                  | талант-шоу                                 | 1+1                                        | українська російська                       | 11 жовтня                                  |
| 2015                                       | Останній москаль                           | Семен Горов                                      | комедія                                    | 1+1                                        | українська російська                       | 14 квітня                                  |
| 2014                                       | Хоробрі серця                              |                                                  | реаліті-шоу                                | 1+1                                        | українська                                 |                                            |
| 2014                                       | Інспектор Фреймут                          | Андрій Косинський                                | реаліті-шоу                                | 1+1                                        | українська російська                       | 4 вересня                                  |
| 2014                                       | Мій малюк зможе                            |                                                  | реаліті-шоу                                | 1+1                                        | українська російська                       | 15 червня                                  |
| 2014                                       | Сім'я                                      |                                                  | реаліті-шоу                                | 1+1                                        | українська                                 | 28 січня                                   |
| 2014                                       | Одруження наосліп                          |                                                  | реаліті-шоу                                | 1+1                                        | українська                                 | 28 січня                                   |
| 2012                                       | Давай, до побачення ;)                     |                                                  | реаліті-шоу                                | 1+1                                        | російська українська                       | 22 серпня                                  |
| 2012                                       | Пробач мені, моя любов                     | Іван Рутковський                                 | драма                                      | 1+1                                        | українська російська                       | 20 серпня                                  |
| 2012                                       | На ножах                                   | Андрій Косинський                                | комедія                                    | 1+1                                        | українська російська                       | 14 квітня                                  |
| 2012                                       | Світ Соні                                  | Андрій Косинський                                | комедія                                    | 1+1                                        | українська російська                       | 7 лютого                                   |
| 2011                                       | 4 весілля                                  |                                                  | реаліті-шоу                                | 1+1                                        | українська                                 | 1 вересня                                  |
| 2011                                       | Щоденники Темного                          | Дмитро Курганов                                  | містика                                    | ТЕТ                                        | російська                                  | 29 серпня                                  |
| 2011                                       | Мій зможе                                  |                                                  | реаліті-шоу                                | 1+1                                        | російська українська                       | 13 лютого                                  |
| 2010                                       | Домашній арешт                             |                                                  | комедія                                    | 1+1                                        | українська російська                       | 23 листопада                               |
| 2010                                       | Сімейні мелодрами                          |                                                  | мелодрама                                  | 1+1                                        | російська українська                       | 31 серпня                                  |
| 2010                                       | Міняю жінку                                | реаліті-шоу                                      |                                            | 1+1                                        | українська                                 | 8 березня                                  |
| 2010                                       | Тільки кохання                             | Ігор Забара Володимир Оніщенко Антон Гойда       | мелодрама                                  | 1+1                                        | українська                                 | 25 січня                                   |

| Перелік фільмів виробництва 1+1 Production | Перелік фільмів виробництва 1+1 Production | Перелік фільмів виробництва 1+1 Production | Перелік фільмів виробництва 1+1 Production | Перелік фільмів виробництва 1+1 Production | Перелік фільмів виробництва 1+1 Production | Перелік фільмів виробництва 1+1 Production |
| Рік                                        | Назва                                      | Режисер                                    | Жанр                                       | Дистриб'ютор                               | Мова                                       | Перша поява                                |
| ------------------------------------------ | ------------------------------------------ | ------------------------------------------ | ------------------------------------------ | ------------------------------------------ | ------------------------------------------ | ------------------------------------------ |
| 2023                                       | Рашизм. Історія хвороби                    | Акіма Галімова                             | документальний                             |                                            | українська                                 | 23 червня                                  |
| 2020                                       | 1+1. 25 років ти не один                   |                                            | документальний                             |                                            | українська                                 | 12 вересня                                 |
| 2015                                       | Пісня пісень                               | Єва Нейман                                 | мелодрама                                  | Галеон Кіно                                | російська                                  | 12 листопада                               |
| 2014                                       | Сила любові та голосу                      | Олена Коляденко                            | автобіографія                              |                                            | російська                                  | 14 березня                                 |

### 1+1 Production.Originals
Продакшн-підрозділ Управління перспективних розробок та публіцистики 1+1 Production.Originals у складі 1+1 Production під керівництвом Акіма Галімова відповідальний за створення оригінального контенту переважно в жанрі документалістики.
| Перелік оригінальних програм виробництва 1+1 Production | Перелік оригінальних програм виробництва 1+1 Production | Перелік оригінальних програм виробництва 1+1 Production | Перелік оригінальних програм виробництва 1+1 Production | Перелік оригінальних програм виробництва 1+1 Production | Перелік оригінальних програм виробництва 1+1 Production | Перелік оригінальних програм виробництва 1+1 Production |
| Рік                                                     | Назва                                                   | Автор                                                   | Жанр                                                    | Мережа                                                  | Мова                                                    | Перша поява                                             |
| ------------------------------------------------------- | ------------------------------------------------------- | ------------------------------------------------------- | ------------------------------------------------------- | ------------------------------------------------------- | ------------------------------------------------------- | ------------------------------------------------------- |
| 2023                                                    | Окуповані                                               | Павло Тупік                                             | драма                                                   | 1+1                                                     | українська                                              | 8 грудня                                                |
| 2018                                                    | Громада на мільйон                                      |                                                         | реаліті-шоу                                             | 1+1                                                     | українська                                              | 28 січня                                                |

| Перелік телефільмів виробництва 1+1 Production | Перелік телефільмів виробництва 1+1 Production | Перелік телефільмів виробництва 1+1 Production | Перелік телефільмів виробництва 1+1 Production | Перелік телефільмів виробництва 1+1 Production | Перелік телефільмів виробництва 1+1 Production | Перелік телефільмів виробництва 1+1 Production |
| Рік                                            | Назва                                          | Автор                                          | Жанр                                           | Мережа                                         | Мова                                           | Перша поява                                    |
| ---------------------------------------------- | ---------------------------------------------- | ---------------------------------------------- | ---------------------------------------------- | ---------------------------------------------- | ---------------------------------------------- | ---------------------------------------------- |
| 2023                                           | Рашизм. Історія хвороби                        | Акіма Галімова                                 | документальний                                 | 1+1 Україна                                    | українська                                     | 23 червня                                      |
| 2016                                           | Таємний код віри                               | Акіма Галімова                                 | історичний                                     | 1+1                                            | українська російська                           | 25 березня                                     |
| 2014                                           | Україна. Повернення своєї історії              | Акіма Галімова                                 | історичний                                     | 1+1                                            | українська російська                           | 25 серпня                                      |
| 2014                                           | Зима, що нас змінила                           | Володимир Тихий                                | документальний                                 | 1+1                                            | українська російська                           | 3 квітня                                       |
| 2014                                           | Операція Крим                                  | Акіма Галімова                                 | спецрепортаж                                   | 1+1                                            | українська російська                           | 14 березня                                     |
| 2013                                           | Жінка банкомат                                 | Ганна Яковенко                                 | документальний                                 | 1+1                                            |                                                | 26 серпня                                      |

### 1+1 Digital Studios
Продакшн-підрозділ 1+1 Digital Studios у складі 1+1 Production під керівництвом Ірини Никончук відповідальний за створення оригінального контенту для потокових платформ.
| Рік  | Назва             | Режисер          | Тип    | Сервіс    | Мова       | Перша поява  |
| ---- | ----------------- | ---------------- | ------ | --------- | ---------- | ------------ |
| 2020 | Секс, інста і ЗНО | Антоніо Лукіч    | Серіал | 1+1 video | українська | 25 листопада |
| 2020 | ANDRE TAN         | Ярослав Коротков | Фільм  | 1+1 video | українська | 5 лютого     |

### Big Brave Events
Продакшн-підрозділ Big Brave Events у складі 1+1 Production утворений у 2022 році шляхом об'єднання Департаменту великих розважальних проєктів 1+1 Media — Big Entertainment Shows, підрозділів маркетингу та PR в один сегмент виробництва, відповідальний за створення міжнародних проєктів та заходів, яким керує Володимир Завадюк.
За підсумками 2021 року, проєкти Big Entertainment Shows телеканалу 1+1 увійшли до Топ-5 найрейтинговіших розважальних талант-шоу року за основною аудиторією — 18-54 (50+). Проєкт «Танці з зірками» увійшов до Топ-3 найрейтинговіших шоу країни із рейтингом 3,7% та часткою 15% за аудиторією 18-54 (50+). А «Голос країни» посів 4 сходинку у ТОПі із рейтингом 4,1% та часткою 14,4% за аудиторією 18-54 (50+).
| Рік  | Назва                     | Режисер                                                | Тип                | Канал       | Мова       | Перша поява  |
| ---- | ------------------------- | ------------------------------------------------------ | ------------------ | ----------- | ---------- | ------------ |
| 2024 | Україна неймовірних людей |                                                        | талант-шоу         | ТЕТ         | українська | 16 березня   |
| 2024 | Пісня мого життя          |                                                        | реаліті-шоу        | 1+1 Україна | українська | 3 березня    |
| 2023 | Різдво. Ти не один        |                                                        | спецпроєкт         | 1+1         | українська | 24 грудня    |
| 2023 | Я люблю Україну           |                                                        | ігрове реаліті-шоу | ТЕТ         | українська | 15 жовтня    |
| 2022 | Song of my live           | Наталія Лисенкова Наталія Ровенська Марія Григоращенко | ігрове реаліті-шоу | ТЕТ         | українська | 27 листопада |
| 2021 | Ліпсінк Батл              |                                                        | реаліті-шоу        | 1+1         | українська | 3 жовтня     |
| 2020 | Маскарад                  |                                                        | ігрове реаліті-шоу | 1+1         | українська | 3 жовтня     |
| 2012 | Голос. Діти               | Ірина Іонова                                           | талант-шоу         | 1+1         | українська | 4 листопада  |
| 2011 | Голос країни              | Ірина Іонова                                           | талант-шоу         | 1+1         | українська | 22 травня    |
| 2006 | Танці з зірками           |                                                        | талант-шоу         | 1+1         | українська | 7 жовтня     |